# Географія Північної Кореї

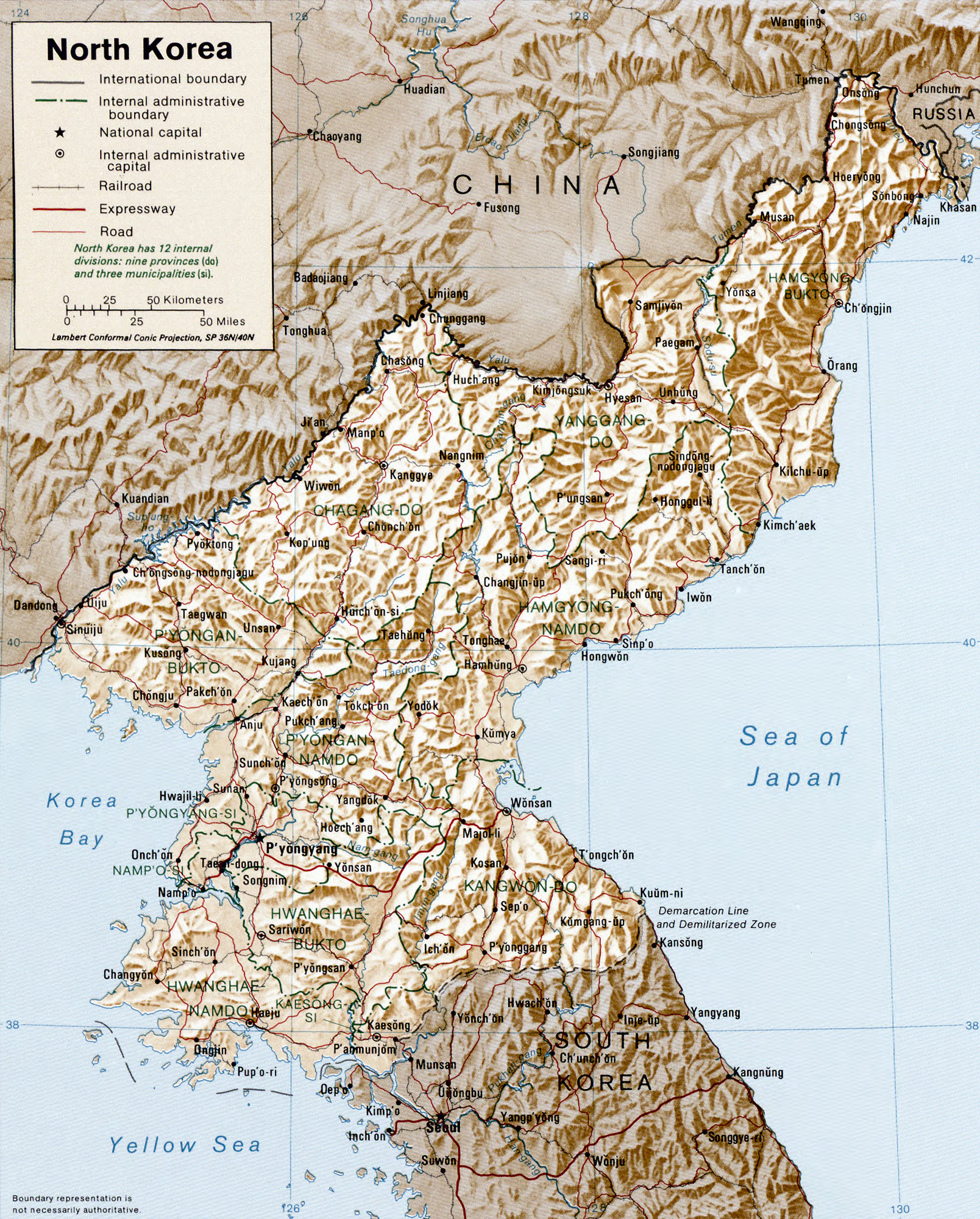
Мапа Північної Кореї

Світлина з космосу. НАСА.

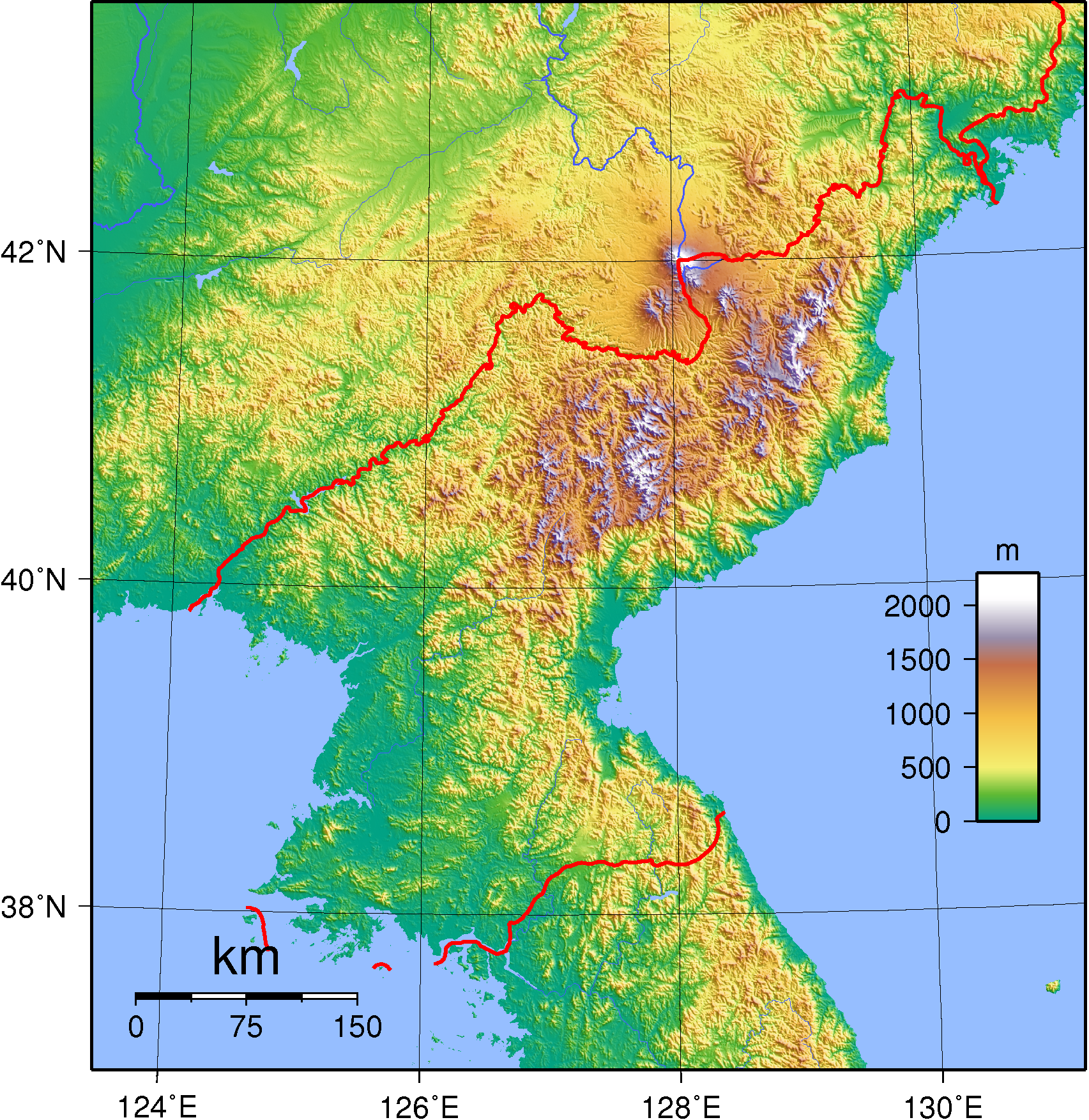
Топографічна мапа Північної Кореї

Північна Корея взимку

Географія  Північної Кореї  ґрунтується на природних компонентах, які формують особливості країни. Розташована країна в східній Азії на півночі Корейського півострова. Межує з трьома країнами: Китаєм , Росією  і Південною Кореєю. Північна Корея має вихід до морів Тихого океану: на сході до Японського моря, на заході — до Жовтого моря.

## Розташування
Знаходиться в Азії, на північній частині півострова Корея. Межує на півночі з Китайською Народною Республікою по річці Ялуцзян, на півдні з Південною Кореєю, на північному сході із Росією по річці Туманган, на сході омивається Японським морем, на заході — Жовтим морем. Має площу 120 538 км².

## Рельєф
Рельєф Корейської Народно-Демократичної Республіки складається здебільшого з пагорбів і гір, розділених глибокими вузькими долинами. Найвища точка країни — г. Пектусан (2744 м над рівнем моря). Прибережна рівнина на заході займає велику площу, а на сході низовина простягається вздовж узбережжя вузькою смужкою.  На північному сході Північної Кореї розташовано північна частина (найвища) гірської країни БекдудаеганQ[ja], яка тягнеться через весь півострів Корея. Всі найвищі вершини півострова Корея, які мають висоту більше 2000 м, розташовано в цій гірській країні.    Гірський масив Бекдудаеган має багато відгалуженнь: гірські ланцюги  Наннім, Пуджолльон, Мачхолльон, Хамгьон, Рангрім та Кангнам.  
Західна частина країни рівнинна. Найбільшими є рівнина Чжейон та рівнина Пхеньян, кожна з яких займає близько 500 км2. 
Більшість річок течуть у західному напрямку. Найдовшою річкою є річка Ялуцзян, довжина якої становить 790 км, а річка Туманган, є другою за довжиною річкою, впадає в Японське море, має довжину 521 км,  але судноплавна лише на 85 км. Третя за довжиною річка, річка Тедонг, проходить через Пхеньян і є судноплавною на 245 км із 397 км. 
На відміну від сусідньої Японії чи північного Китаю, у Корейській Народно-Демократичній Республіці рідко бувають серйозні землетруси. 
В Корейській Народно-Демократичній Республіці є 124 природних гарячих джерела . 

## Природні ресурси
Природні ресурси — свинець, вольфрам, вугілля, цинк, ґрафіт, залізна руда, мідь, золото, сірчаний та залізний колчедан, сіль, флюорит, можливість встановлення гідроелектростанцій.